# Yaoundé

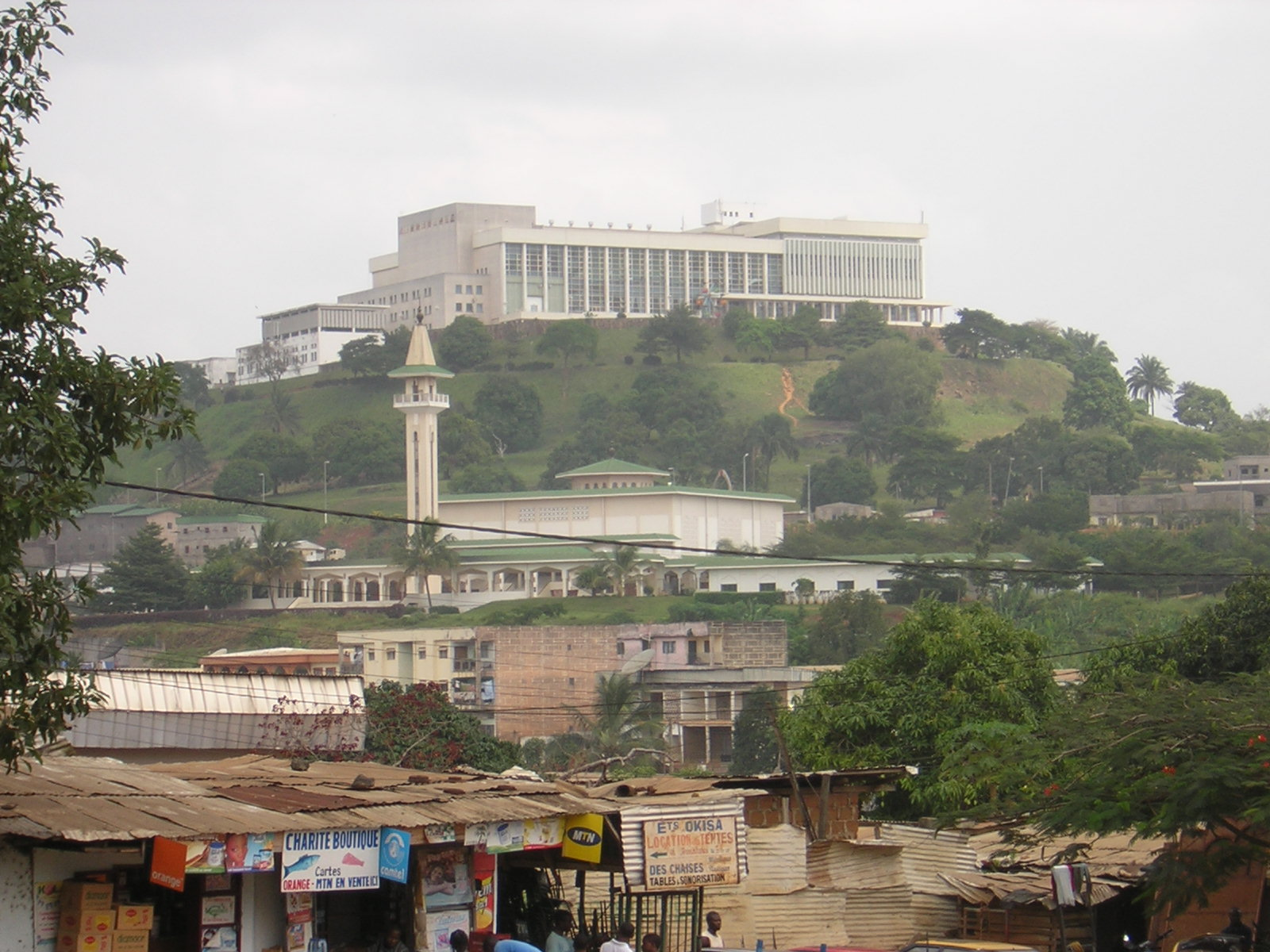
Das Kongresszentrum und die große Moschee des Viertels Tsinga

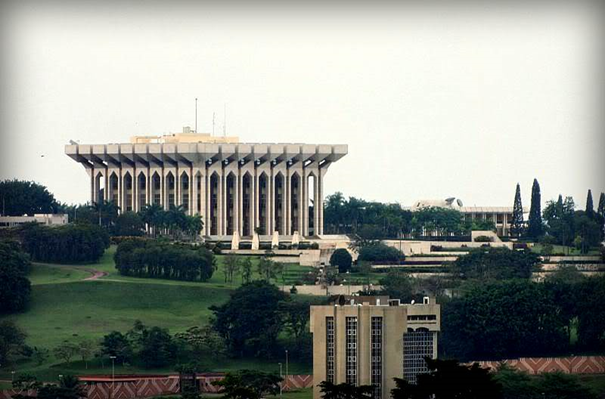
Der Einheit-Palast – Sitz des kamerunischen Staatspräsidenten

„Boulevard du 20 mai“ in der Nacht

Yaoundé, auf Deutsch amtlich Jaunde [ja.unˈdeː], ist die Hauptstadt Kameruns und mit rund 2,4 Millionen Einwohnern (Schätzung 2017) die zweitgrößte Stadt des Landes nach der Hafenstadt Douala. Gleichzeitig ist Yaoundé Hauptstadt der Region Centre. Der Name Yaoundé ist eine Deformation des Namens der Ewondo, der ursprünglich hier ansässigen Ethnie. Ewondo-Sprecher nennen Yaoundé Ongola.

## Geographie

### Geographische Lage
Die Stadt liegt auf einer Höhe von 730 m. Die Stadt ist auf Hügeln erbaut und gliedert sich auf der Nord-Süd-Achse um den Fluss Mfoundi. Im Westen der Stadt erheben sich der Mont Mbankolo und der Mont Fébé (ca. 1000 Meter – genaue Höhe nicht bekannt). Um die Hauptstadt Yaoundé herum ist Kamerun am dichtesten besiedelt. Viele der Einwohner leben in den weitläufigen Vorstädten. Die Stadt wird von tropischem Urwald umgeben.

### Stadtviertel und Orientierung

#### Stadtkreise und Quartiere

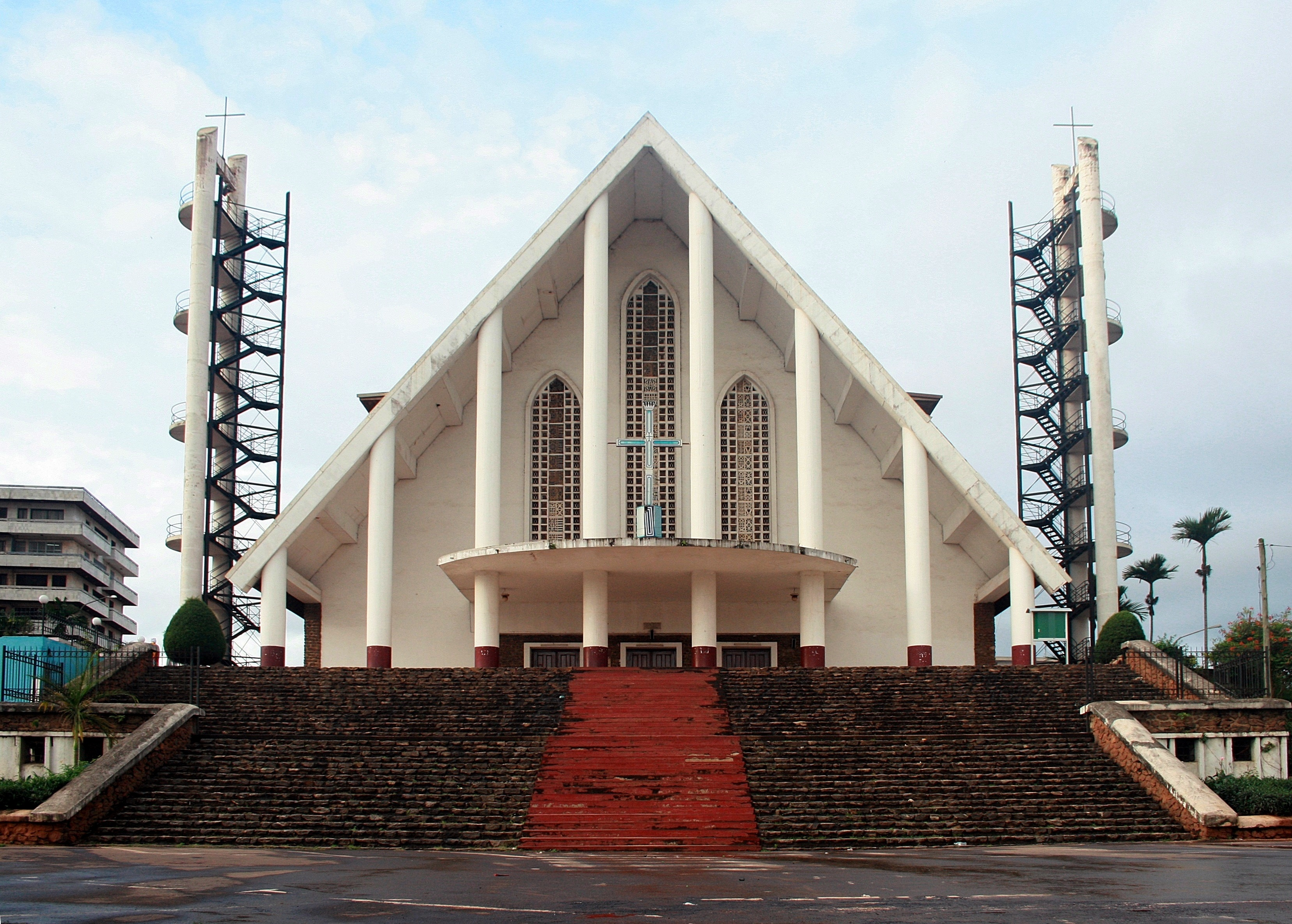
Römisch-katholische Kathedrale von Yaounde

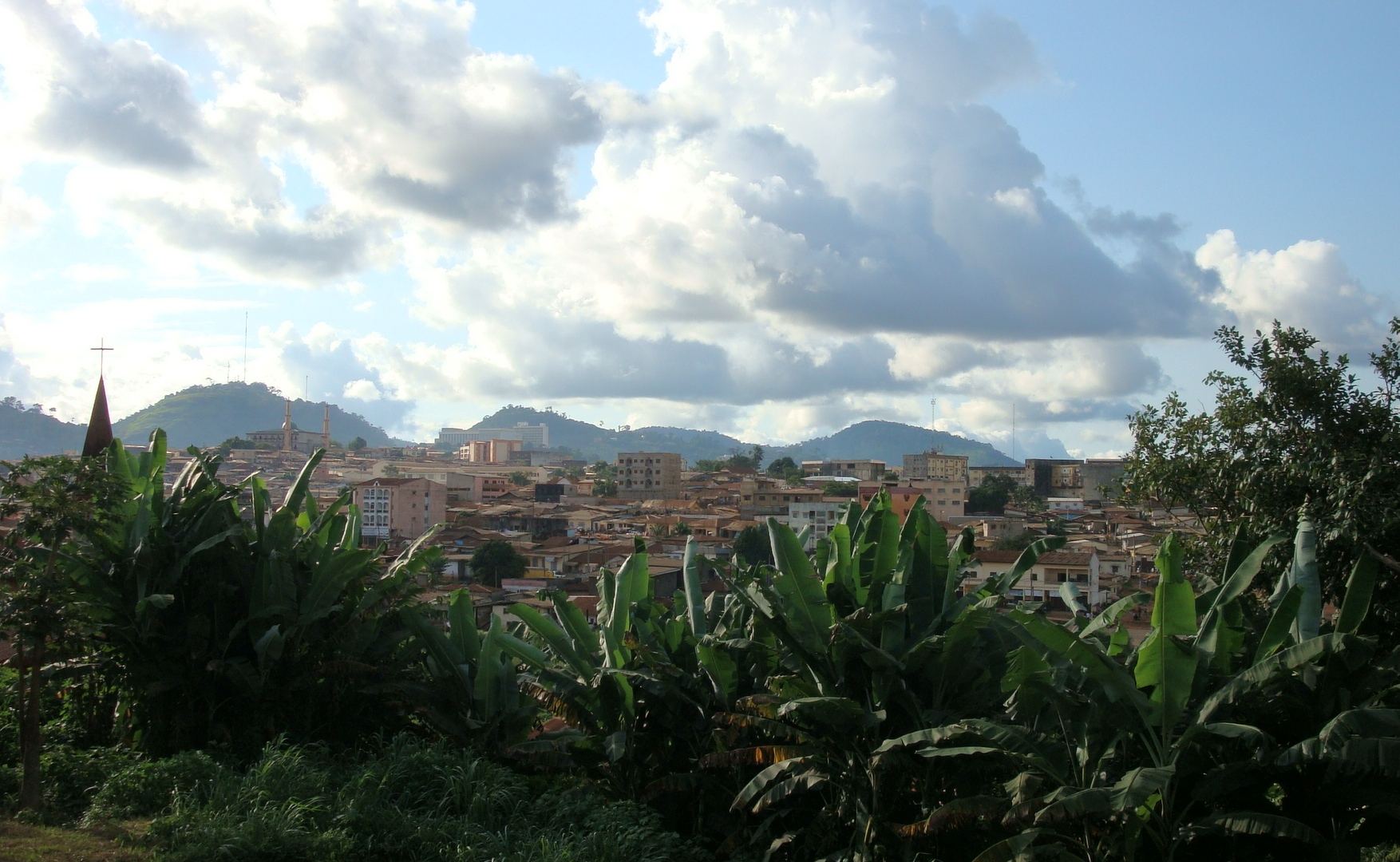
Das muslimische Viertel Briqueterie

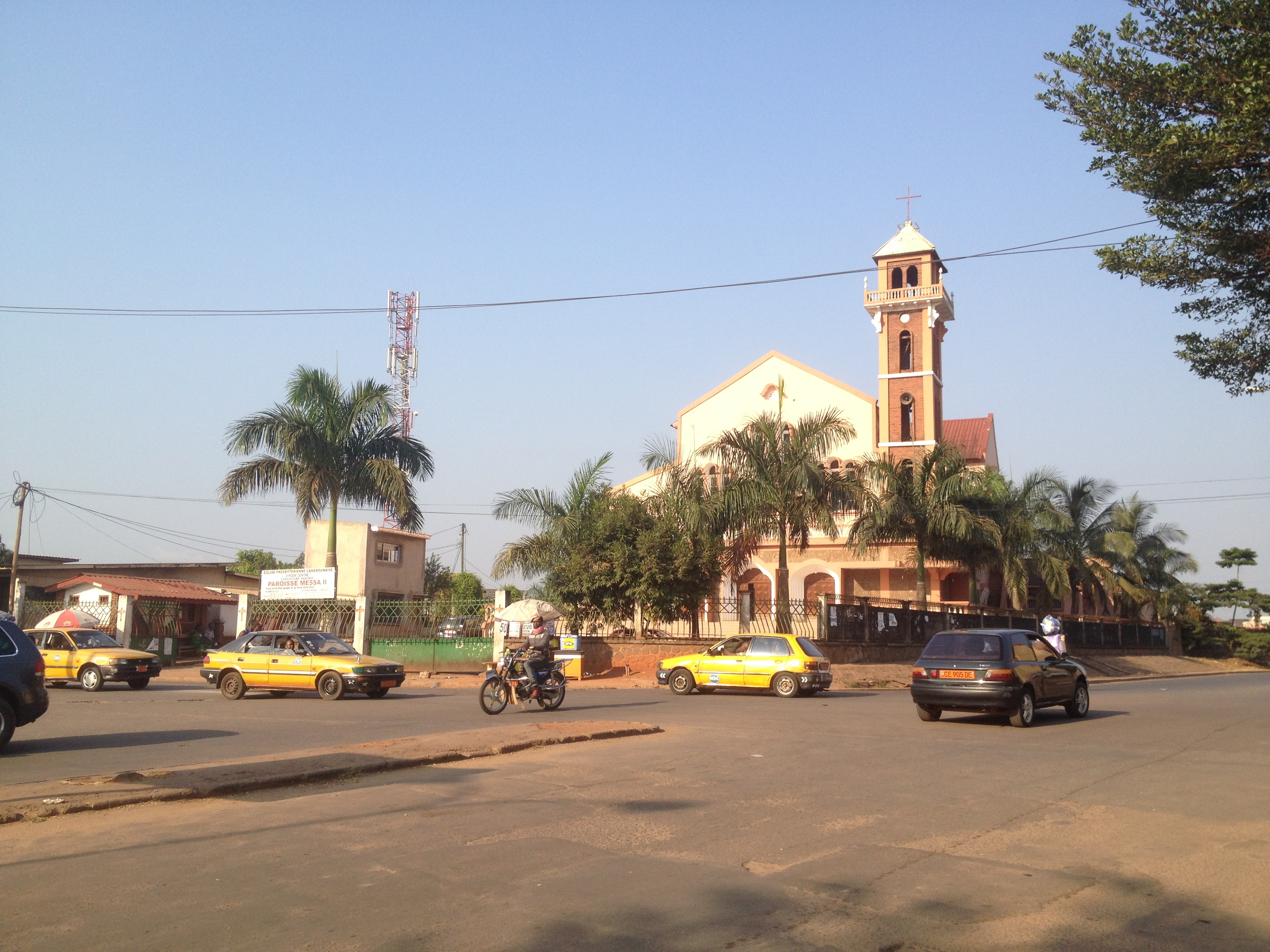
Presbyterianische Kirche in Messa

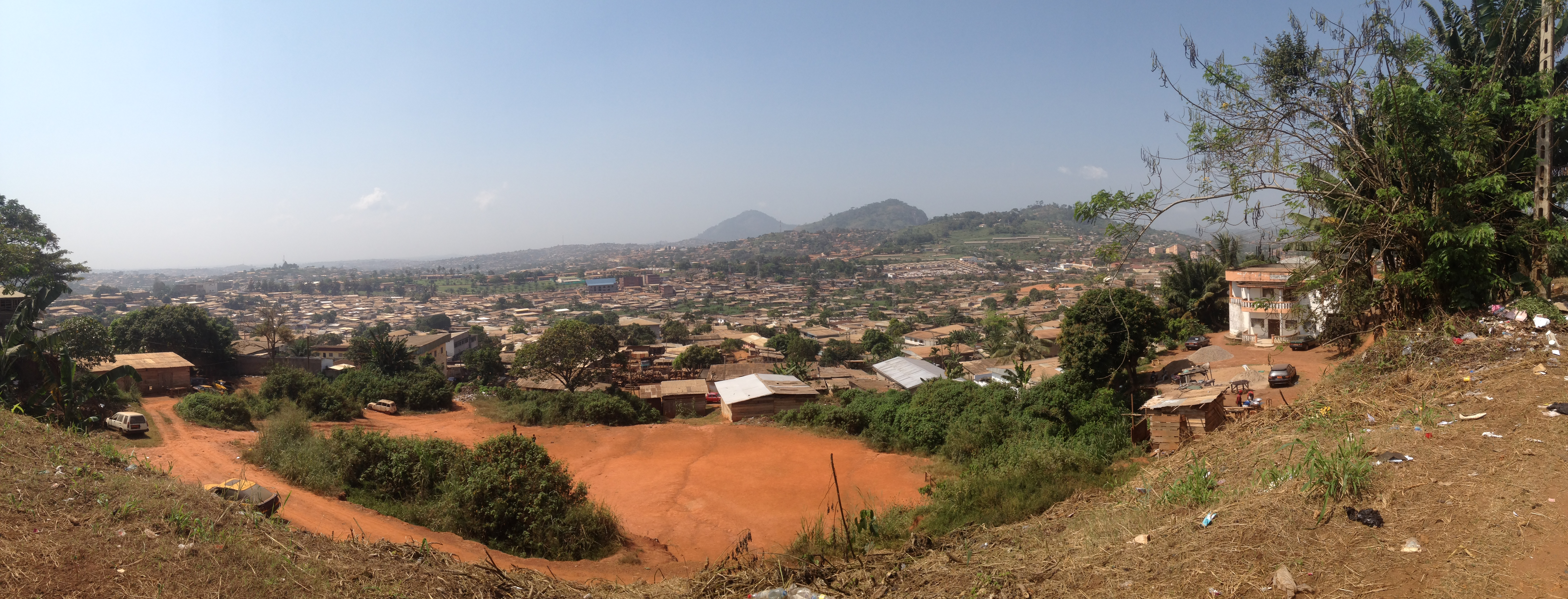
Sicht auf Melen

Yaoundé ist administrativ in sieben Stadtbezirke aufgeteilt und besitzt rund hundert Quartiere. Die Quartiere sind vor allem als Orientierungspunkte wichtig:
- Barrière – Liegt peripher ganz im Süden am Stadteingang an der Straße nach Douala.
- Bastos – Nobles Wohnquartier im Nord-Westen von Yaoundé und Sitz der meisten Botschaften, Konsulate und ausländischen Nichtregierungsorganisationen. Es enthält ebenfalls das palastartige Wohnhaus von Bernard Fokou, einem der reichsten Bürger von Kamerun.
- Bonamoussadi, kurz Bonasse
- La briqueterie – auch « La Brique » genannt, liegt im Stadtzentrum und wird hauptsächlich von einer muslimischen Bevölkerung bewohnt. Es ist bekannt für seine Grillspezialitäten: dem « Soya » und seine Tuchhändler.
- Camp SIC Hippodrome – Altes Wohnquartier, gelegen im Alten Stadtzentrum auf einem Hügel. Es ist gleichzeitig das Bankenquartier, einigen Ministerien und Restaurants.
- Elig Edzoa – Volkstümliches Stadtquartier im Norden bekannt durch seinen Schuh-, Altkleider und Gebrauchtwarenmarkt.
- Emana – Liegt ganz im Norden auf der Ausfallstraße in Richtung Obala. Die Bevölkerung besteht neben den ansässigen Ewondos vor allem aus Bamiléké und anglophonen Kamerunern aus der Nordwestprovinz.
- Essos – Volkstümliches Quartier im Osten von Yaoundé.
- Etoudi – Quartier im äußersten Norden von Yaoundé, in welchem sich der Präsidentenpalast befindet (Palais de l’Unite).
- Koweit City – Liegt ganz im Südosten auf dem Weg zum Flughafen Nsimalen. Es zeichnet sich durch die palastartigen Wohnbauten aus.
- Ntaba-Nlongkak respektive Djoungolo – Quartier im Zentrum von Yaoundé mit dem Dienstsitz des Gouverneurs der Zentrumsprovinz (Province du Centre).
- Melen
- Messa
- Mimboman – Volkstümliches Quartier im Osten von Yaoundé.
- Madagascar – Volkstümliches Quartier im Nordwesten von Yaoundé.
- Mendong – Gelegen im Südwesten, hat sich rund um das in den 1980er Jahren gebaute Camp SIC (Staatlicher (Eigentums-)Wohnungsbau) entwickelt. Mendong hat ein Gymnasium und eine Anzahl von privaten höheren Schulen.
- Mokolo – Gewerbequartier Osten des Zentrums von Yaoundé, beherbergt Mokolo den Großen Markt von Yaoundé (Marché Mokolo). Händler und Automobile drängen sich auf der Fahrbahn. Dieses Quartier ist sehr dicht bewohnt.
- Ngoa-Ekelle – Liegt auf einem Hügel im Westen des Stadtzentrums angrenzend an das Quartier du Lac. Wichtigste Institution ist die „Université Yaoundé I“ sowie die Installationen der kamerunischen Armee.
- Ngousso – Ngousso liegt im Nordosten. Es ist Sitz des Hôpital Général de Yaoundé.
- Nkondengui – Nkondengui liegt im Südosten von Yaoundé und beherbergt das Zentralgefängnis, welches bei weitem das bekannteste in Kamerun ist.
- Nkol-Bisson – Liegt im Westen der Stadt und liegt an der alten Straße Richtung Douala. Es bedeutet in Ewondo viele (bisson) Hügel (Nkol).
- Nkol-Eton – Norden des Stadtzentrums und bedeutet Hügel (Nkol) der Eton (Ethnie). Das Quartier ist für seinen Lebensmittelmarkt bekannt.
- Omnisports – Auch Mfandena genannt ist ein besseres Wohnquartier im Nordosten des Stadtzentrums gelegen. Das Fußballstadion Ahmadou-Ahidjo ist auf dem höchsten Punkt des auf dem Hügel gelegenen Quartiers erbaut worden.
- Obili – Obili liegt im Westen de Yaoundé. Dort ist das IRIC (Institut international des relations internationales du Cameroun) gelegen. Der Name Obili kommt aus dem Ewondo und bedeutet „gezwungen“ oder „verpflichtet“ (aus dem franz. obligé). Mitte 1950er Jahre wurde der Clan Mvog Atemengue, welcher auf dem Atemengue-Plateau lebte (Quartier Ngoa-Ekelle) aus ihrer Quartier vertrieben und mussten sich am Fuß des Hügels ansiedeln. Daher stammt die Bezeichnung „Obili“. Es ist neben dem Quartier Ngoa-Ekelle gelegen und ist Zentrum der anglophonen Kameruner aus der Nordwestprovinz.
- Santa Barbara – Santa Barbara ist ein im Nordosten gelegenes neues gehobenes Stadtquartier.
- Andere Quartiere – Etoa-Meki, Mvog Atangana Mballa, Mvog-Beti, Mvog-Mbi, Olembe, Olezoa, Ekounou, Ekoudou, Mvam, Biyem-Assi, Etoug-Ebe, Melen, Mini-ferme, Cité-verte, Oyom-Abang, Mbog Abang, Simbock, Mvolyé, Damas, Obobogo, Tam-Tam Weekend, Maison Blanche, Nsimeyong, Tsinga, Nkomkana, Carrière, Mvog-Ada, Messa, Odza, Mbankolo, Jean-Vespa, Mballa 2, Tongolo, Nkol-Ewoue, Nkolndongo, Mimboman, Eleveur, Messa, Nkomo, Jerusalem, Titus-Edzoa

#### Orientierung
In Yaoundé gibt es kaum Straßennamen und aktuelle Stadtkarten. In der Innenstadt finden sich auch Straßen, welche mit Nummern bezeichnet sind (z. B. 1.413). Straßenbeschilderung fehlt ebenfalls weitgehend – sie ist nur auf den großen Hauptachsen teilweise vorhanden. Im Institut National de Cartographie kann ein Stadtplan aus dem Jahr 1972 fotokopiert werden. Straßenverkäufer verkaufen gelegentlich Kopien ebendieser Karte oder Derivate davon. Die Bewohner orientieren sich an den großen Verkehrsknotenpunkten (Rondpoint Nlongkak, Rondpoint de la Poste, Carrefour Bastos, Carrefour Damas), an den obengenannten Quartiernamen, an bekannten administrativen oder kommerziellen Gebäuden (z. B. Hotel Hilton oder Mahima-Supermarkt), oder an den Hügeln. In den sogenannten Call-Boxen können genauere Informationen erfragt werden.
Es gibt die sogenannte axe présidentielle, welche sich in zwei Varianten aus Etoudi (also dem Stadtviertel mit dem Präsidentenpalast) zum Flughafen führt und anhand derer man sich einfach orientieren kann:
- Mont Fébé → Bastos → Palais des Congrès → Tsinga → Carrefour Warda → Boulevard du 20 mai → Poste centrale → Mwan → Odza → Aéroport de Nsimalen
- Etoudi → Mballa II → Bata Nlongkak → Rondpoint Nlongkak → Minrex → Carrefour Warda → danach wie Variante 1.

Außerdem führt ein kürzer Nebenzweig der axe présidentielle von Bata Nlongkak auch zum Fußballstadion „Stade Ahmadou Ahidjo“ im Quartier Mfandena, besser bekannt als „Omnisports“.

### Klima

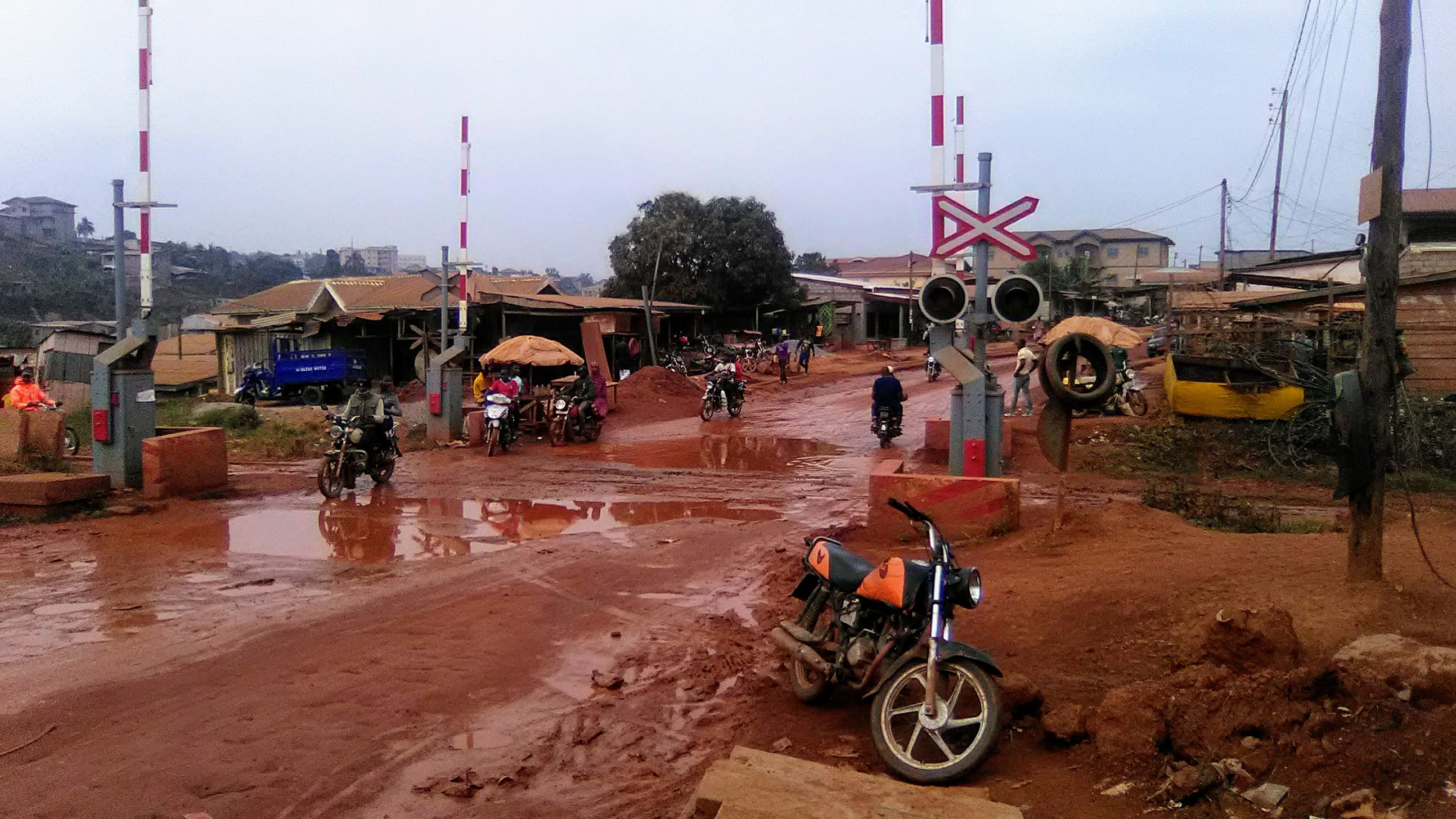
Überschwemmte Straße im März 2020.

Die Jahresdurchschnittstemperatur liegt bei 23,3 °C und schwankt im Jahresverlauf nur unwesentlich. Der Jahresniederschlag beträgt 1628 mm, es gibt zwei ausgeprägte Regenzeiten im September/Oktober und April/Mai. Die Luftfeuchtigkeit liegt in der Trockenzeit bei rund 70 %; in den Wochen vor den Regenzeiten steigt sie weiter an.
|                       | Jan   | Feb  | Mär  | Apr  | Mai  | Jun  | Jul  | Aug  | Sep  | Okt  | Nov  | Dez  |   |      |
| Mittl. Tagesmax. (°C) | 28,9  | 30,6 | 30,0 | 29,5 | 28,7 | 27,5 | 26,2 | 26,3 | 27,2 | 27,6 | 28,2 | 28,3 | ⌀ | 28,2 |
| Mittl. Tagesmin. (°C) | 19,11 | 20,0 | 19,4 | 19,7 | 19,5 | 19,3 | 19,0 | 19,0 | 19,0 | 18,9 | 19,2 | 19,1 | ⌀ | 19,3 |
|                       |       |      |      |      |      |      |      |      |      |      |      |      |   |      |
| Niederschlag (mm)     | 17    | 51   | 140  | 180  | 220  | 162  | 70   | 102  | 254  | 296  | 111  | 25   | Σ | 1628 |
|                       |       |      |      |      |      |      |      |      |      |      |      |      |   |      |
| Sonnenstunden (h/d)   | 5,5   | 6,3  | 5,5  | 5,5  | 5,4  | 4,2  | 3,1  | 2,8  | 3,4  | 4,2  | 5,6  | 5,9  | ⌀ | 4,8  |
|                       |       |      |      |      |      |      |      |      |      |      |      |      |   |      |
| Regentage (d)         | 2     | 4    | 10   | 13   | 16   | 12   | 7    | 11   | 18   | 21   | 9    | 2    | Σ | 125  |
|                       |       |      |      |      |      |      |      |      |      |      |      |      |   |      |
| Luftfeuchtigkeit (%)  | 78    | 77   | 80   | 83   | 85   | 86   | 84   | 86   | 86   | 85   | 83   | 82   | ⌀ | 82,9 |

| 19,11 |

| 20,0 |

| 19,4 |

| 19,7 |

| 19,5 |

| 19,3 |

| 19,0 |

| 19,0 |

| 19,0 |

| 18,9 |

| 19,2 |

| 19,1 |

| 19,11 |

| 20,0 |

| 19,4 |

| 19,7 |

| 19,5 |

| 19,3 |

| 19,0 |

| 19,0 |

| 19,0 |

| 18,9 |

| 19,2 |

| 19,1 |

## Geschichte
Jaunde wurde 1889 im Auftrag der deutschen Kolonialverwaltung durch den Offizier und Forschungsreisenden Richard Kund als wissenschaftliche Forschungsstation und Basislager für den Elfenbeinhandel gegründet.

„Ich bemerke nur, daß der Lieutenant Tappenbeck und ich eine Station in größeren Maßstabe auf dem Innerafrikanischen Plateau zwischen den Flüssen Yong u Zannaga an dem Platze angelegt haben, der auf der Karte mit dem Namen Epsumb bezeichnet ist. (3° 48' N.) Die Entfernung von der Küste beträgt 20 Tagesmärsche...“

Von 1889 bis 1895 wurde die Station durch den Botaniker und Zoologen Georg Zenker geleitet.

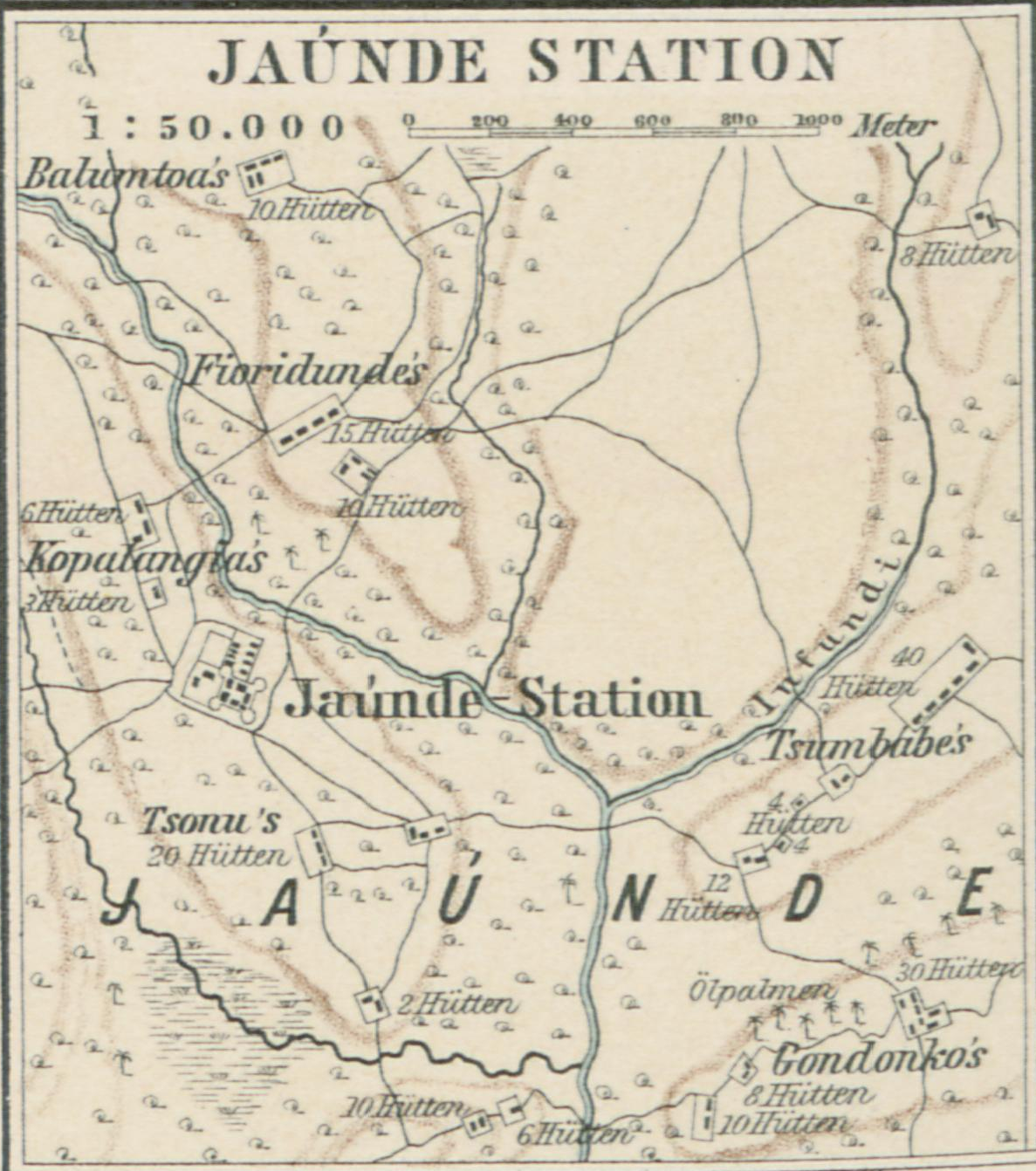
Die Jaunde-Station und Umgebung auf einer Karte aus dem Jahr 1896.

1895 erfolgte die Umwandlung in eine Militärstation, 1903 die Überführung in Zivilverwaltung und 1905 die Erhebung zum Bezirksamt des gleichnamigen Bezirks. Die Station blieb aber bis zum Ende der deutschen Kolonialzeit militärisch besetzt. Die Stadt hatte eine wichtige Funktion bei der Besetzung des Kameruner Hinterlandes durch die deutsche Schutztruppe. Ihren Ausbau verdankt sie insbesondere dem langjährigen Stationsleiter und Bezirksamtmann Hans Dominik. 1911 wurde sie Sitz eines einheimischen Obergerichts, 1914 als neue indigene Verwaltungsinstanz eines „Oberhäuptlingstums“. Infolge des Ersten Weltkriegs in Kamerun wurde die Stadt 1915 erstmals zum Hauptort der Kolonie und im Januar 1916 von belgischen Truppen besetzt. 1922 wurde die Stadt als Yaoundé zur Hauptstadt von Französisch-Kamerun erhoben.
Bevölkerungsentwicklung der Agglomeration laut UN
| Jahr      | 1950   | 1960   | 1970    | 1980    | 1990    | 2000      | 2010      | 2017      |
| --------- | ------ | ------ | ------- | ------- | ------- | --------- | --------- | --------- |
| Einwohner | 32.000 | 75.000 | 183.000 | 415.000 | 777.000 | 1.351.000 | 2.349.000 | 3.459.000 |

## Politik
Das Stadtgebiet von Yaoundé wird regiert von der Communauté Urbaine de Yaoundé (CUY). Der Leiter dieser Städtischen Verwaltung wird Délégué du Gouvernement auprès de la CUY genannt, (Amtsinhaber Stand 2009: Gilbert Tsimi Evouna). Die einzelnen Stadtbezirke werden von maires (Bürgermeistern) verwaltet.

## Wirtschaft
Yaoundé ist Verkehrsknotenpunkt und industrielles Zentrum für die Tabakindustrie, Milchverarbeitung, Ton-, Glas- und Holzindustrie. Darüber hinaus ist es regionales Zentrum für Kaffee, Kakao, Kopra, Zuckerrohr, Kochbananen und Gummi. In der Umgebung werden Gold und Titan abgebaut.
Es wird vermutet, dass ein bedeutender Teil der arbeitenden Bevölkerung im informellen Sektor beschäftigt ist (Handel, persönliche Dienstleistungen, Transportwesen, Baugewerbe, Hausangestellte, Gesundheitswesen).
Der größte formelle Arbeitgeber (mit Sozialversicherungsleistungen) ist der Staat (Administration, Sicherheitsdienste und andere uniformierte Dienste, Bildungs- und Gesundheitswesen).
Die Stadt ist Sitz der Banque des États de l’Afrique Centrale.
In einer Rangliste der Städte nach ihrer Lebensqualität belegte Yaoundé im Jahre 2018 den 194. Platz unter 231 untersuchten Städten weltweit.

## Infrastruktur

### Verkehr

#### Straßenverkehr

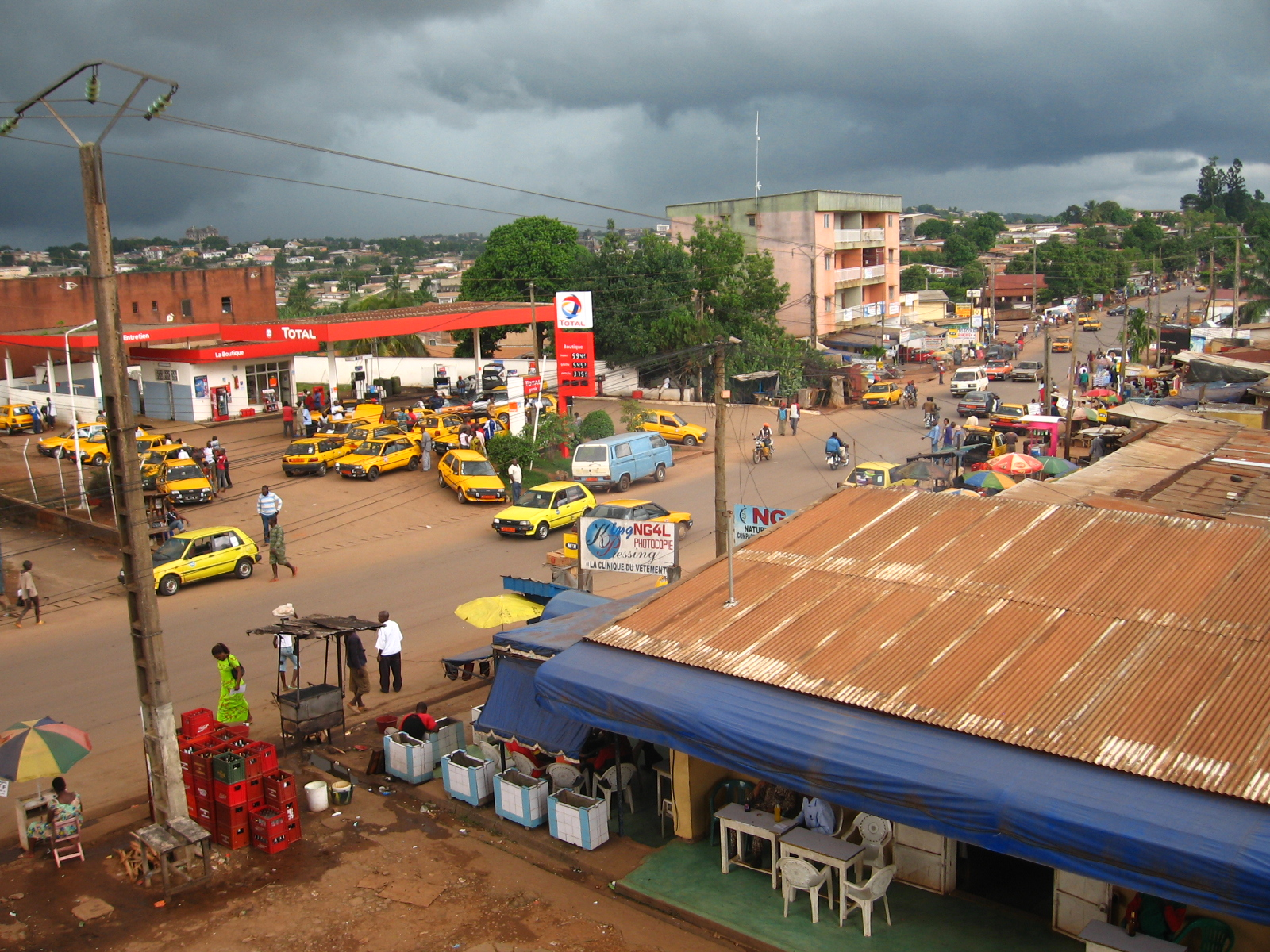
Gelbe Taxis im Viertel Biyem-Assi

Im Stadtgebiet von Yaoundé verlaufen mehrere Nationalstraßen. Vom Stadtzentrum aus führt die N1 in nördlicher Richtung nach Obala. Die N3 beginnt ebenfalls im Stadtzentrum und verläuft in südwestlicher Richtung nach Douala. Südlich der Innenstadt zweigen die N2 und die N10 von der N3 ab.
Es findet keine Trennung von Transit- und Lokalverkehr statt. Dies führt trotz eines geschätzt geringen Fahrzeugbestandes zu ständigen Verkehrsstaus. Die Hauptverkehrsachsen gehen von Norden (Stadtausfahrt in Richtung Mballa) nach Süden (Stadtausfahrt in Richtung Douala) und nach Osten in Richtung Ayos bzw. Mbalmayo. Konvois von staatlichen Würdenträgern und insbesondere dem Staatspräsidenten können den Verkehr auf der Hauptachse (Axe présidentielle) zwischen dem Flughafen und dem Präsidentenpalast (Présidence) völlig zum Erliegen bringen. Eine Stadtumfahrung existiert im Südosten von Mvan über die Außenquartiere Ekoumdoum, Awae, Nkomo bis zur Straße nach Akonolinga im Quartier Biteng. Projekte zur Vervollständigung der Umfahrung sind regelmäßig Gegenstand bei Verhandlungen mit externen Geldgebern.
Für den öffentlichen Personennahverkehr werden hauptsächlich Sammeltaxis (Personenwagen und Motorräder) verwendet. Außerdem verfügt die Stadt über ein Linienbusnetz des Betreibers "Stecy". Kleinere Frachten werden von Pickups, Schubkarren oder Trägern transportiert.
Grundsätzlich gelten französische Verkehrsregeln – die Theorieprüfung stellt auf den französischen Code Rousseau ab. Die Fahrzeuglenker fahren in der Regel „auf Sicht“ und respektieren nur wenige Verkehrsregeln systematisch.

#### Flugverkehr
Im Stadtgebiet von Yaoundé befinden sich zwei Flughäfen. So gibt es zum einen den neuen Flughafen Yaoundé Nsimalen International (NSI) am südlichen Stadtrand und zum anderen den alten Flughafen Yaoundé (YAO) in der Innenstadt. Beide Flughäfen verfügen über eine Start- bzw. Landebahn. Der neue Flughafen wurde 1991 eingeweiht und bietet seither einige Flugverbindungen innerhalb Afrikas und nach Europa an. Mit Inbetriebnahme des neuen Flughafens wurde die zivile Luftfahrt auf dem alten Flughafen aufgegeben und er dient seither nur noch militärischen Zwecken.

#### Schienenverkehr
Yaoundé ist an das Eisenbahnnetz in Kamerun angebunden. Die eingleisige und nicht elektrifizierte Bahnstrecke von Douala nach Ngaoundéré verläuft in Nord-Süd-Richtung durch das Stadtgebiet. Betrieb und Unterhalt der Bahnstrecke erfolgen durch Camrail, ein seit 1999 bestehendes privates Eisenbahnunternehmen. Täglich halten mehrere Personenzüge am Bahnhof im Zentrum von Yaoundé und verbinden so die Hauptstadt mit der Region und der westlich gelegenen Hafenstadt Douala. Nördlich des Zentrums befindet sich zudem ein mehrgleisiger Güterbahnhof für die Verladung von Waren und Vieh.

### Telekommunikation und Internet
Seit Ende der 1990er Jahre das Internet und die Mobilkommunikation Kamerun erreicht haben, hat sich der Nutzungsgrad von Telekommunikationsmitteln vervielfacht. Mitte der neunziger Jahre soll es einige zehntausend Festnetzanschlüsse gegeben haben, 2014 soll es drei Millionen Mobiltelefonnutzer geben. Durch die sehr zögerliche Vermarktung des Internetzugangs über das SAT3-Kabel durch den Monopolisten bleiben die Zugangskosten immer noch sehr hoch.
Festnetz
Festnetztelefonie wird vom staatlichen Monopolisten CAMTEL angeboten. Die Qualität des Netzes (Verbindungsabbrüche, Überlastung, Rauschen, Übersprechen der Kanäle) ist durch mangelhaften Unterhalt, fehlende Investitionen sowie schlechte Betriebsführung sehr schlecht. Die Anzahl der Anschlüsse bewegt sich seit Jahren kaum. Die Telefonzentralen in Yaoundé sind digital (erste Generation), die Endgeräte analog.
GSM- und CSMA-Netz
CAMTEL betreibt ein City-Netz, welches auf CSMA-Technik realisiert wurde. Die Qualität ist gut bis sehr gut und erlaubt im Stadtgebiet den drahtlosen Empfang zu wettbewerbsfähigen Preisen. Das Netz ist durch die hohe Anfrage nach wenigen Monaten Betrieb an der technischen Ausbaugrenze angelangt.
MTN (Mobile Telephone Network) und Orange Communications betreiben ein rasch wachsendes GSM-900/1800-Netz (Standards: GSM, CSD und GPRS, EDGE). In Europa übliche Mobiltelefone können benutzt werden. Die Qualität der Netze ist auf dem Stadtgebiet und außerhalb gut. Gebiete werden laufend neu erschlossen.
Internetzugang
Internetzugang ist in Yaoundé und im ganzen Land im Allgemeinen noch immer sehr teuer. Die Tarife pro MBit-Bandbreite sind um den Faktor 50 teurer als in Europa. Yaoundé ist über eine Glasfaserleitung an das Glasfaser-Tiefseekabel SAT3 angeschlossen, das vom Anbieter CAMTEL vermarktet wird. Darüber hinaus ist Yaoundé über VSAT-Satellitenverbindungen (C-Band und ku-Band) ans Internet angeschlossen.
Der Endbenutzer hat meist Zugang über Internetcafés, sogenannte Cybers.
Orange und MTN bieten über CSD, GPRS und EDGE mobilen Internetzugang an. Die effektiv erreichbaren Bandbreiten liegen typisch bei etwa 50kbps. CAMTEL bietet über das CSMA Netz zuverlässige 100kbps-Verbindungen an.
Eine Reihe von privaten Anbietern (GONAGO, ICC, MTN Networks, Megahertz, Creolink und weitere) bieten über Coaxkabel und WLAN-Verbindungen (WLAN über 802.11a, 802.16 u. a.) Internetzugang an.

### Elektrizität
Elektrizität wird von der AES-Sonel (AES = American Energy Systems) auf dem ganzen Stadtgebiet geliefert. Sonel (Société Nationale d’électricité) wurde 2001 von AES Corporation aufgekauft. Die Nennspannung ist nominell 220 V/50 Hz variiert in Wirklichkeit aber zwischen 90 und 380 Volt. Daher ist der Einsatz von Spannungkonstanthaltern, Überspannungsschützen und guten Sicherungsanlagen erforderlich.
Das Verteilnetz ist veraltet und schlecht gewartet, was sich in schlechter Stromqualität (siehe oben) manifestiert. Außerdem sind durch zu geringe Produktionskapazitäten, betrügerisches Stromabzapfen, unprofessionelle Hausinstallationen und Übertragungsverluste Stromverknappungen häufig, die schließlich zu regelmäßigen partiellen Netzabschaltungen führen.

### Wasser und Abwasser
Wasser wird im ganzen Stadtgebiet von der Société Nationale des Eaux du Cameroun (SNEC) verteilt. Die Qualität des Wassers ist für mitteleuropäische Verhältnisse schlecht (Verunreinigung durch Partikel und Mikroorganismen wie z. B. Amöben, Wasser hat gelbliche Verfärbung und hat einen deutlichen Eigengeschmack). Gehobene Hausinstallationen sind mit zusätzlichen Wasser-Filtern ausgerüstet. Versorgungsunterbrechungen kommen je nach Lage monatlich bis halbjährlich vor. Kleinkinder, Kranke und ältere Personen konsumieren, wenn die finanzielle Situation es erlaubt, lokales Mineralwasser, welches in guter Qualität und Menge verfügbar ist.
In Randgebieten der Stadt werden Brunnen von 10 bis 50 Meter Tiefe gegraben. Die Trinkwasserqualität ist von den lokalen Verhältnissen und insbesondere dem Vorhandensein von nahegelegenen Sickergruben abhängig.
An Orten, wo die Wasserqualität eine hohe Rolle spielt oder wo der Grundwasserspiegel sehr tief liegt, werden Wasserbohrungen durchgeführt. Das so geförderte Wasser ist meist von sehr guter Qualität.
In den 1970er und 80er Jahren wurden zentrale Abwasserreinigungsanlagen installiert. Durch schlechte Wartung, fehlende Investitionen und Misswirtschaft wurden sie unbrauchbar. Abwasser wird in der Regel entweder direkt in die Flüsse geleitet oder in unten offenen Sickergruben entsorgt. Anstrengung zur Installation neuer Anlagen und Instandstellung bestehender sind im Gang.

### Müllentsorgung und Recycling
Die Müllentsorgung wird durch den Entsorger HYSACAM sichergestellt und funktioniert für afrikanische Verhältnisse sehr gut.
Fast alles was wiederverwertbar ist, wird lokal wiederverwertet respektive wiederverwendet: PET-Flaschen, Zeitungen, Kartonkisten, Altkleider, Getränkedosen, Metallschrott, Glasflaschen, gebrauchte Autoreifen, jegliche Einrichtungsgegenstände.

## Bildung

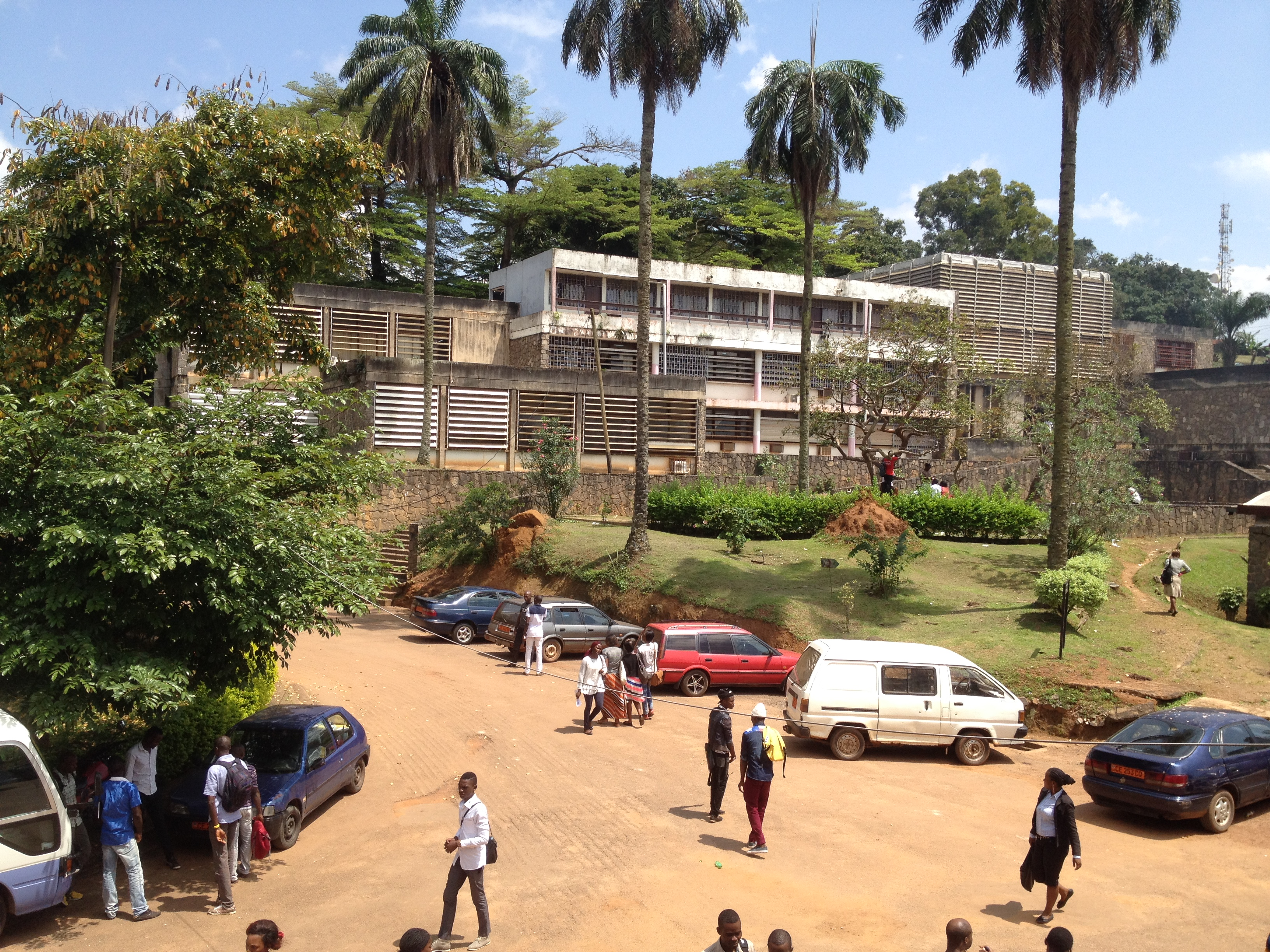
Die Universität Yaoundé I auf dem Campus Ngoa-Ekelle

Seit 1961 besteht in Yaoundé ein Goethe-Institut. Die Universität Yaoundé wurde 1962 gegründet und 1993 in zwei eigenständige Hochschulen (Universität Yaoundé 1 im Stadtteil Ngoa Ekélé und Yaoundé 2 in Soa) geteilt. Darüber hinaus bestehen zwei private Universitäten. 1996 wurde die Université de Yaoundé-Sud gegründet. Des Weiteren gibt es die Université Catholique d’Afrique Centrale.
Die Ecole Française bietet das französische Baccalauréat an. Die Ecole Internationale Le Flamboyant bietet Grundschulausbildung nach französischem Standard an. Die American School deckt die obligatorische Schulbildung ab. Eine große Anzahl lokaler Privatschulen bieten ein breites Programm von Ausbildungen nach kamerunischem System an. Die Qualität der Schulen ist sehr variabel.
Das Strukturanpassungsprogramm, welches in den 1990er-Jahren durch den Internationalen Währungsfonds IWF durchgesetzt wurde, führte zu massiven Ausgabenkürzungen im öffentlichen Bereich und somit auch im Bildungssektor. Lohnkürzungen bezogen auf das Lohnniveau von 1990 von 50–70 % waren die Folge. Die Option von Entlassungen im öffentlichen Bereich wurde nicht realisiert. Die Eliten des Landes, darunter auch Hochschullehrer, verließen unter diesen Bedingungen vermehrt Kamerun, und besonders Yaoundé und Douala. Die verbliebenen Lehrkräfte sind durch den wirtschaftlichen Niedergang stark anfällig für Korruption.

## Kultur und Sehenswürdigkeiten
- Kathedrale Notre Dame (erbaut ab 1951) am Rond Point de la Poste; Mutterkirche des Erzbistums Yaoundé
- Basilika Maria Königin der Apostel, erbaut 1990–2006
- Musée d’Art Camerounais im Benediktinerkloster Mont Fébé
- Ehemaliger Präsidentenpalast aus der deutschen Besetzung (Sitz des früheren Präsidenten Ahidjo) im Quartier du Lac[9]
- Monument de la Réunification (Denkmal zur Erinnerung an die Wiedervereinigung von Englisch und Französisch-Kamerun 1961) in Ngoa-Ekele
- Mont Fébé: Berg mit bester Aussicht auf die ganze Stadt, dem gehobenen 3 Stern-Hotel Mont Fébé sowie dem naheliegenden Golfplatz
- Palais de Congrès
- Stade Ahmadou Ahidjo, auch Stade Omnisport genannt im quartier Omnisport resp. Mfandena
- Complexe sportif (zwischen Stadtzentrum, carrefour Warda und quartier Briquetterie)
- Boulevard du 20 mai (Stadtzentrum, quartier des ministères)

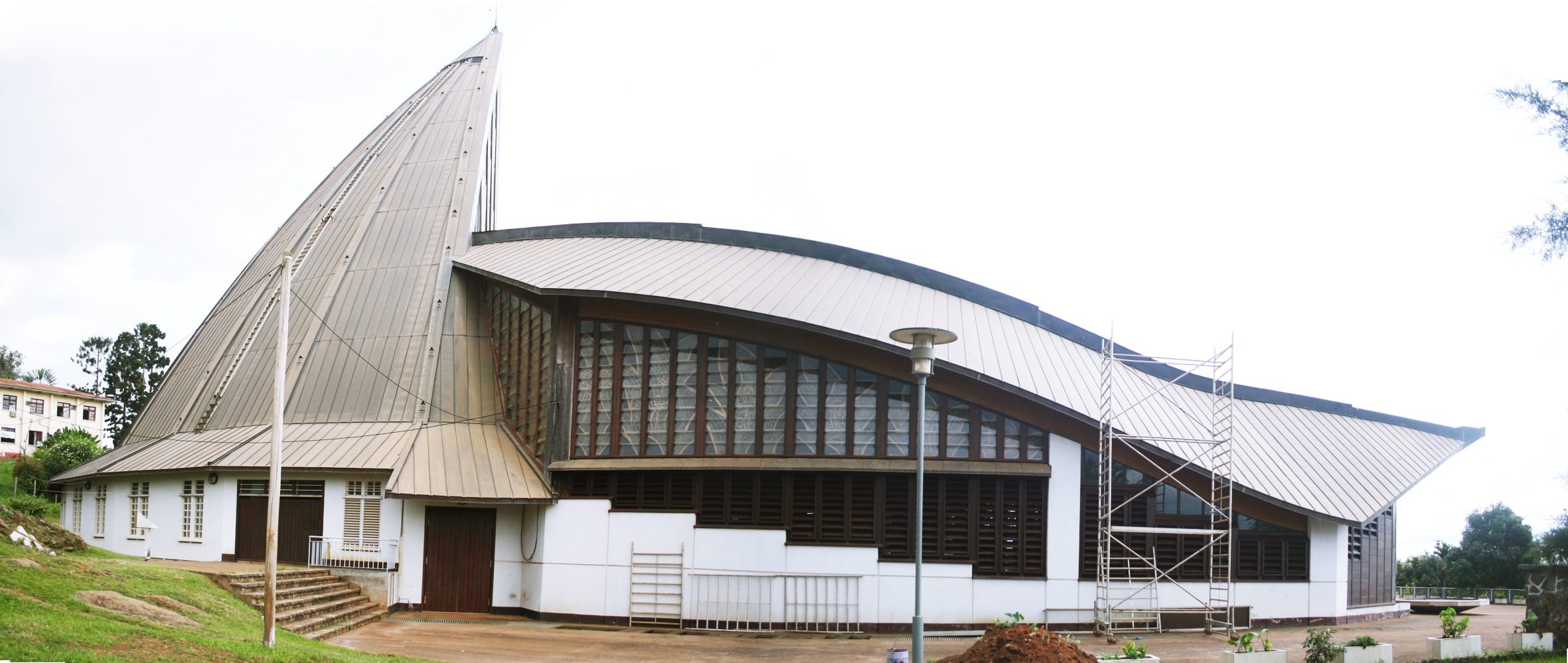
Basilika Maria Königin der Apostel
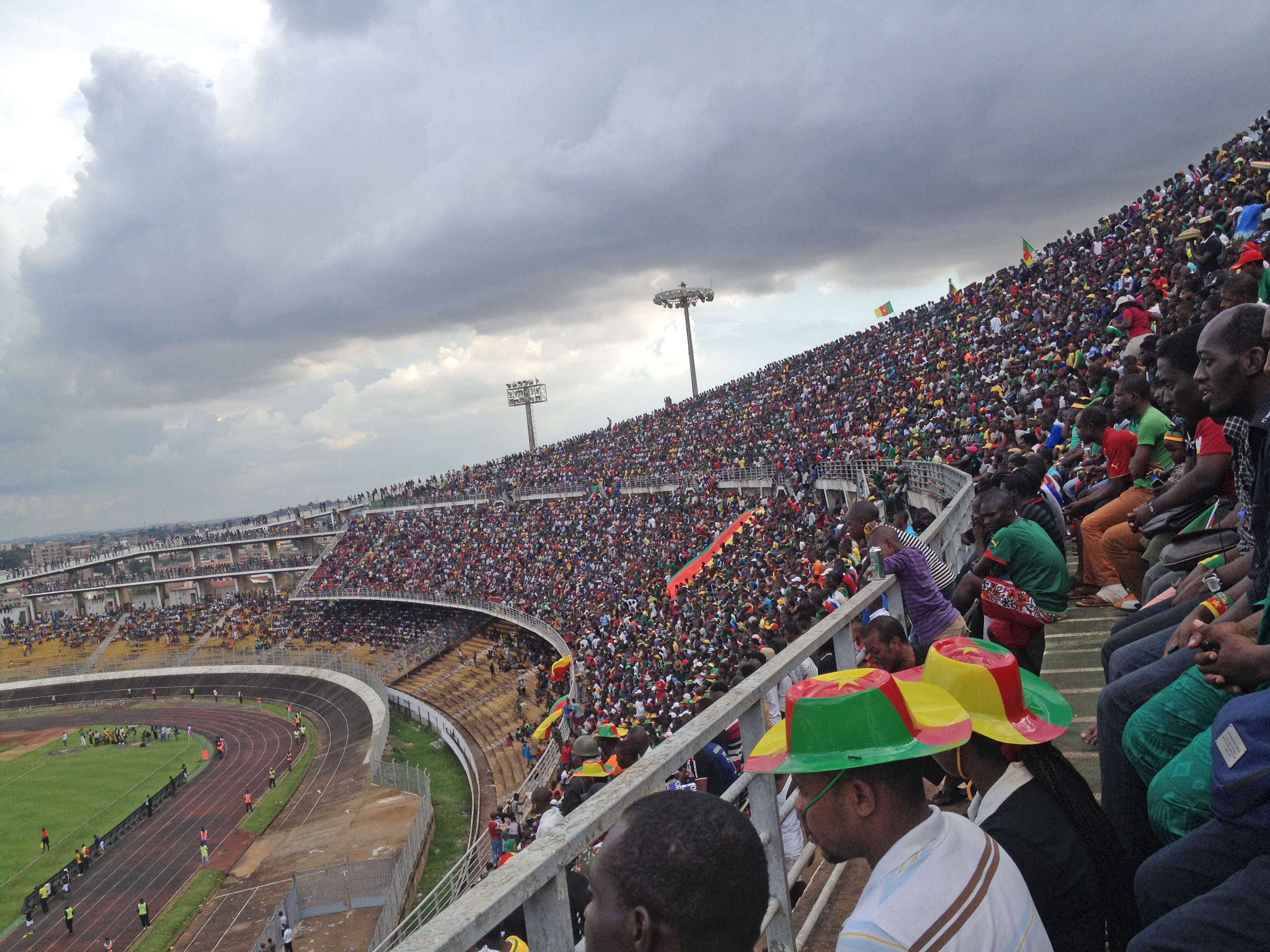
Ahmadou-Ahidjo-Stadion während eines Länderspiels
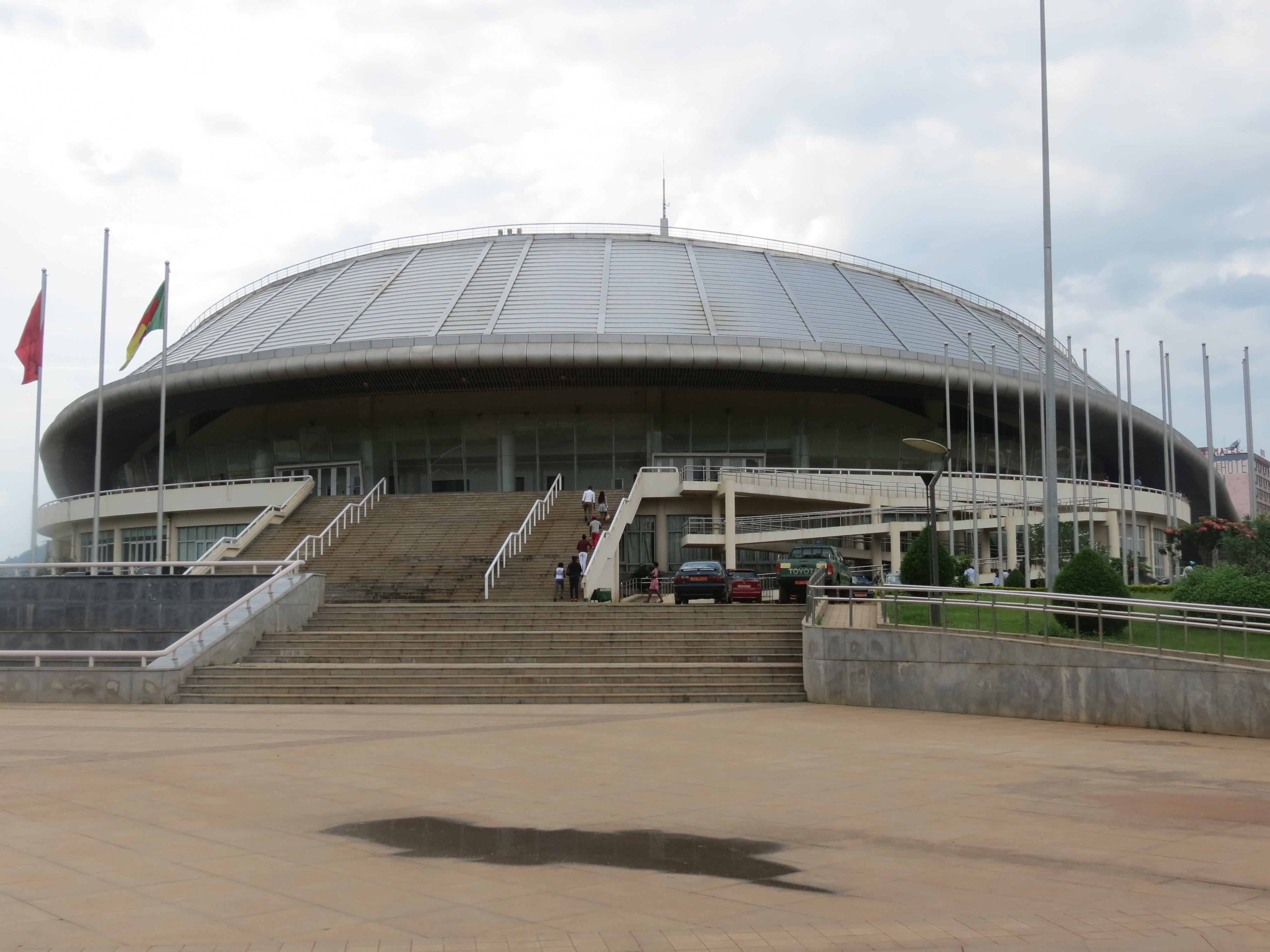
Sportpalast von Yaoundé
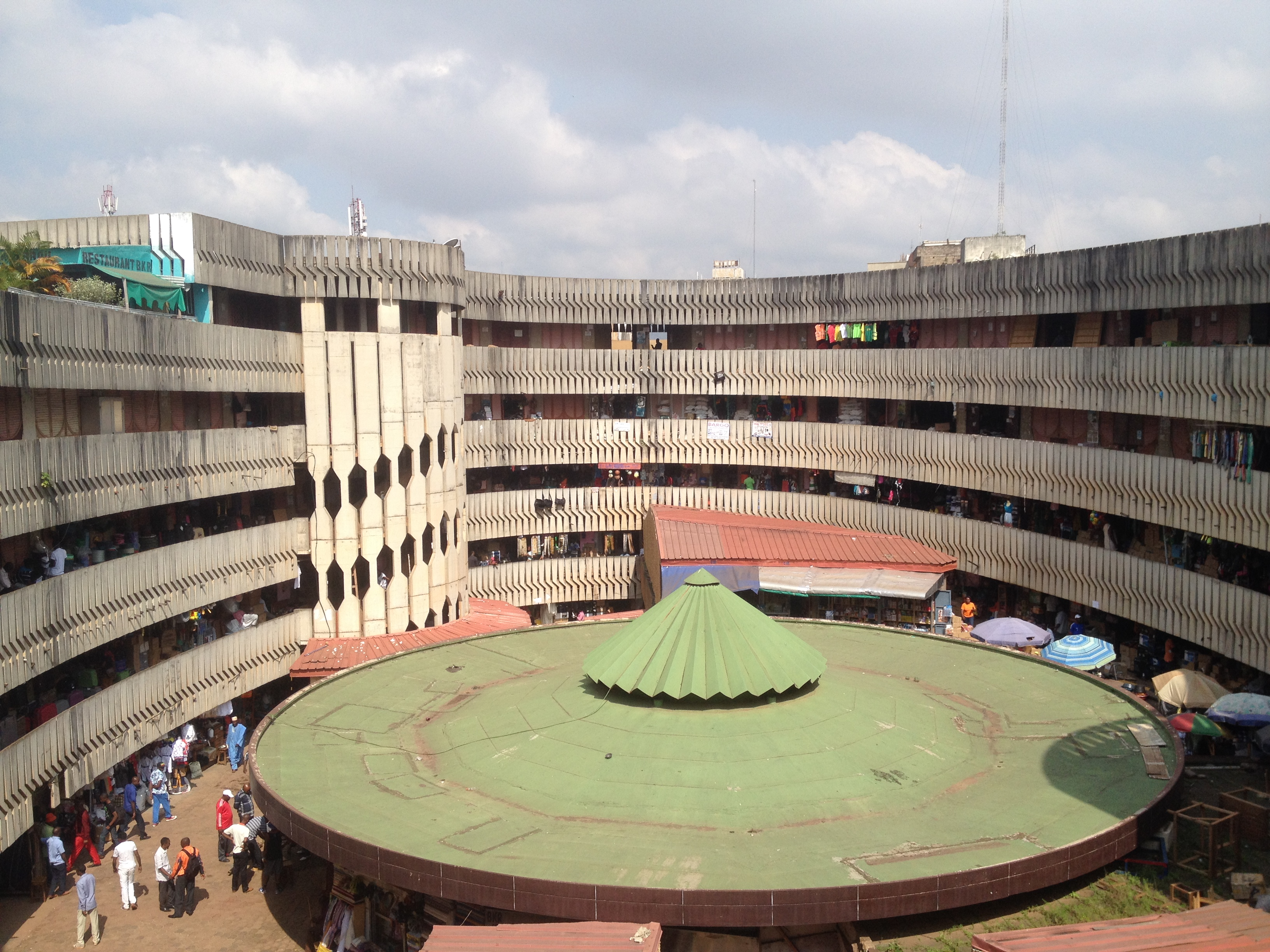
Zentraler Markt (Marché central)

## Abkommen
Im Jahre 1963 bzw. 1969 wurden hier mit der Europäischen Gemeinschaft die Yaoundé-Abkommen geschlossen, die auf den Aufbau einer Freihandelszone und den Abbau von Handelshemmnissen zielten. Diese Verträge waren Vorgänger der bekannteren Lomé- und Cotonou-Abkommen.